# Vibranium
El vibranium o vibranio es un metal ficticio que aparece en los cómics estadounidenses publicados por Marvel Comics. Se destaca por su conexión con Pantera Negra, ya que su traje está hecho de vibranium y se encuentra en su patria natal, Wakanda. El vibranium antártico o antimetal es creado por medios artificiales, en contraste con el vibranium natural o wakandiano.[cita requerida] Es también uno de los materiales utilizados para construir el escudo del Capitán América el vibranium también se encuentra en el simulador powder toy en honor a los cómics. Un isómero alternativo del material conocido como Vibranium antártico o Anti-Metal ha aparecido en la Tierra Salvaje.

## Historial de publicaciones
Vibranium apareció por primera vez en Daredevil # 13 (febrero de 1966), que fue escrito por Stan Lee e ilustrado por John Romita. Aquí se vio que el vibranium era un elemento metálico inusual con propiedades decididamente extrañas. Desde ese punto en la continuidad de Marvel, se ha establecido que hay algunas variaciones de este elemento que se pueden encontrar en regiones aisladas de todo el mundo. La variación introducida por primera vez en Daredevil # 13 finalmente se hizo conocida como antimetal. El atributo único de esta variación es que puede fundir y atravesar cualquier tipo de metal que se conozca,esto en los cómics. En el Universo Marvel, el antimetal se puede encontrar tradicionalmente solo en la Antártida. Más tarde en Fantastic Four # 53 (agosto de 1966), por Stan Lee y Jack Kirby, se introdujo una nueva variación de vibranium en la nación aislada de Wakanda. Esta variación tenía el atributo único de poder absorber el sonido. Esta es la variación que más a menudo se identifica en la continuidad como simplemente vibranium.

## Historia ficticia
En el universo Marvel, el vibranium llegó a la Tierra mediante un meteorito que se estrelló contra su superficie hace 10 000 años. El primer descubrimiento documentado de vibranium fue durante una expedición humana a la Antártida. Este isótopo particular de vibranium se llamó antimetal debido a su propiedad de fundir otros metales.
Una variedad diferente de vibranium que se encuentra en Wakanda absorbe las ondas sonoras y otras vibraciones, incluida la energía cinética, lo cual a su vez fortalece este metal. Fue descubierto por los antepasados de los wakandianos. Para proteger este recurso ocultaron su país del mundo exterior. T'Chaka financió la educación de su país vendiendo ocasionalmente cantidades minúsculas del metal. Como resultado, Wakanda es una de las naciones tecnológicamente más avanzadas del mundo.
Durante la década de 1940, una pequeña cantidad de vibranium wakandiano llegó a las manos del científico Myron MacLain. Trató de combinar vibranium con hierro para formar un nuevo tipo de tanque pero no consiguió fusionar los elementos. Tras varios intentos de fusión, y tras una noche de experimentos, una mañana descubrió que los dos materiales se habían unido solos de una manera desconocida. La aleación ultraelástica resultante fue utilizada para crear el escudo del Capitán América. MacLain trabajó durante décadas sin éxito en reproducir el accidente. Sin embargo, durante otro experimento en la década de 1960 desarrolló el adamantium metálico prácticamente indestructible.
Cuando T'Challa se convirtió en rey de Wakanda, se esforzó por poner fin al aislamiento de su país del resto del mundo. Al conocer la existencia del vibranium en el mundo exterior a mediados de la década de 1980, vendió pequeñas cantidades a extranjeros que, según él creía, no lo utilizarían para fines perjudiciales. T'Challa utilizó los beneficios para enriquecer y modernizar su nación.
A lo largo de los años, muchos han tratado de obtener o afectar el montículo de vibranio en Wakanda, pero en su mayor parte lo ha mantenido a salvo y se ha vuelto bastante poderoso en el proceso.
Durante su Invasión Secreta de la Tierra, los skrulls asumieron la identidad de agentes de SHIELD y nativos esclavizados de la Tierra Salvaje para minar antimetal. También intentaron invadir Wakanda pero los wakandianos rechazaron con éxito el ataque.
Cuando Wakanda fue tomada políticamente por el Desturi xenófobo, le otorgaron acceso al Doctor Doom a las bóvedas de vibranium del país. Temiendo Doom que lo usaría para amplificar sus energías místicas, T'Challa activó un fallo de seguridad que había desarrollado y que hacía inerte todo el vibranium procesado.
Los rumores sobre su origen alienígena se probaron más tarde, ya que mientras la mayor parte del vibranium de la tierra había sido liquidado, ciertos sistemas planetarios llevan una amplia fuente del elemento dentro de ciertas biosferas extraterrestres, como fue el caso con un planeta de refugiados que el Imperio Spartax intentó reclamar durante los viajes espaciales de la Capitana Marvel. Tras el reinicio de expansión del multiverso Marvel llamado Secret Wars: Battleworld, la abundancia de vibranium en Wakanda y más allá ha vuelto a florecer en cantidades considerables, el delincuente mutante Vanisher se estaba llenando y vendiendo el vibranium Wakandan en el mercado negro en la ciudad de Nueva York.

## Propiedades y habilidades conocidas
En el universo de Marvel Comics, el vibranium es una sustancia metálica rara de origen extraterrestre. Existe en tres formas:

### Variedad wakandiana
El vibranio wakandiano es la variedad más común, y a menudo se denomina simplemente vibranium. Es una sustancia rara, nativa solo de la pequeña nación ficticia de Wakanda.
El isótopo de Wakanda posee la capacidad de absorber todas las vibraciones cercanas y la energía cinética dirigida a él. La energía absorbida se almacena dentro de los enlaces entre las moléculas que componen la sustancia. Como resultado, la energía cinética se disipa dentro de los enlaces en su lugar. Existen límites a la capacidad de la energía que se puede almacenar, y aunque todavía no se conocen las limitaciones exactas, ha habido algunos ejemplos. Una de esas instancias fue cuando el conglomerado petrolero Roxxon descubrió que una pequeña isla en el Atlántico Sur tenía una base compuesta de vibranio. Debido a esto, Roxxon consideró necesario destruir la isla y así explotó con bombas. Incapaz de absorber la fuerza de las explosiones, el vibranium se destruyó, pero logró absorber por completo el sonido producido por la explosión, evitando daños a la zona circundante.
Esta variedad de vibranium es un potente mutágeno. La exposición al vibrato condujo a la mutación de muchos nativos de Wakandan. Su radiación también ha impregnado gran parte de la flora y la fauna de Wakanda, incluida la hierba en forma de corazón comido por miembros de la tribu de las Panteras Negras y la carne del Gorila Blanco comido por los miembros de la Tribu del Gorila Blanco. Ambos otorgan habilidades sobrehumanas a quien los come.
También se cree que mejora dramáticamente las energías místicas.

### Variedad antártica
Más conocido como antimetal, la variedad antártica es un isótopo que se encuentra en la Tierra Salvaje. Esta variedad produce vibraciones de una longitud de onda específica que descomponen los enlaces moleculares de otros metales, lo que los hace licuar. Fue descubierto por el famoso explorador Robert Plunder, el padre de Kevin y Parnival Plunder. El que sería conocido como Plunderer buscaría utilizar el hallazgo que su padre apodaba la piedra del pillaje y todo el conocimiento registrado de la reliquia familiar solo accesible a través de su medallón heredado de la piedra, para saquear y aterrorizar al mundo liquidando todos los armamentos usados contra él. El vibranium de Wakandan puede convertirse en una forma artificial e inestable de la variedad Anti-Metal de vibranium a través de ciertos bombardeos de partículas en él. Si se acumulan enormes cantidades de Anti-Metal, las vibraciones aumentan exponencialmente. Uno de estos casos ocurrió con la transformación reaccionaria más estable a través de un ciclotrón usando un bombardeo con haz de garywatt barion.
Al igual que el vibranium natural de Wakanda, el vibranio antártico también tiene el efecto mutante de la sobreexposición a su firma energética única. Causando a uno de esos individuos que adornaba un traje de antimetal de cuerpo entero para protegerse del Caballero Luna y su armamento para emitir la misma radiación de fusión de metal que había intentado militarizar para sus propios fines.

### Variedad artificial
Hay al menos dos formas de Vibranium creadas por el hombre fuera de Wakanda por diversos medios. La primera variante se llama NuForm y se presentó en el evento Vibranium Vendetta de Marvel Comics, creado por la Corporación Roxxon por razones desconocidas, Era una mezcla alquímica hecha a través de la combinación de elementos orgánicos y minerales, las propiedades de este Vibranium la marca imitaba el Vibranium natural pero tenía la tendencia a degradarse en el Vibranium Antártico a menos que se atenuara mediante el uso del bombardeo de Microondas, e incluso entonces esa era solo una solución temporal.
La segunda es una marca artificial particularmente peligrosa creada en Horizon Labs por el Profesor Sajani Jaffrey llamada Reverbium.
A diferencia del Vibranium estándar, este material falso se amplifica rápidamente y proyecta energía sonora y vibratoria en ondas de pulso que solo se fortalecerían con el tiempo antes de detonar violentamente. Max Modell, científico jefe de Horizon en ese momento, ordenó su disolución inmediata dado lo peligroso que era, pero Sajani se aferró a parte de ella sin que su equipo lo supiera. Reverbium volvería a aparecer en manos de AIM Scientists bajo la influencia de Klaw, quien lo había usado en un nuevo esquema contra Pantera Negra y la nación de Wakanda; el faux vibranium también tuvo el efecto de mejorar sus poderes sónicos en grados desconocidos.

## Cáncer devibranium
Cuando se introdujo una pequeña imperfección submolecular en el escudo del Capitán América, cada impacto a lo largo de los años se extendió a las moléculas vecinas. Creció hasta que los enlaces moleculares del escudo se rompieron por completo, rompiendo el escudo. El efecto desgarrador continuó extendiéndose a otro vibranium, sin conexión con el escudo. Esto creó una especie de cáncer de vibranio, una onda de choque que se propaga por todo el mundo. Detonó violentamente cualquier vibranium que encontró, desde depósitos minerales hasta componentes de barcos o equipos. La onda de choque viajaba al "Gran montículo de Vibranium" en Wakanda, donde la explosión resultante podría destruir el mundo. Con la ayuda involuntaria del villano Klaw, el Capitán América pudo detener el cáncer y restaurar su escudo. 

## Usos notables
Vibranium aparece con frecuencia en el universo Marvel.
- Es más conocido por ser utilizado en la construcción del Escudo del Capitán América,[23] el vibranium era una aleación de vibranio y hierro ultraelástico creado por el Dr. Myron MacLain.[24] La fórmula nunca se ha reproducido a pesar de numerosos intentos.[25]
- Después de que Steve Rogers renunciara como Capitán América,[26] la Pantera Negra le envió un nuevo y puro escudo de vibranio.[27] Cuando Rogers reasumió su papel de Capitán América, el escudo de vibranium fue entregado al U.S. Agent.[28]
- Como U.S. Agent, John Walker también ha utilizado otros dos escudos de vibranio: el "escudo de águila" que utilizó como miembro del jurado,[29] y el "escudo de estrellas" que utilizó como miembro de los Nuevos Invasores.[30]
- La Pantera Negra utiliza vibranium en una malla de micro tejido en su uniforme que roba los objetos entrantes de su impulso.[31] Él tampoco puede ser apuñalado, aunque el traje y la Pantera Negra se pueden cortar si el atacante ataca a lo largo del grano del uniforme. Más allá de eso usa vibranio en las plantas de sus botas que le permite sobrevivir a una caída de varios pisos y, si se le da suficiente impulso, la Pantera también puede escalar paredes o deslizarse sobre el agua. El campo también se puede usar ofensivamente para romper o debilitar objetos, como patear algo con las botas. También utilizó la otra variedad Anti-Metal, en garras retráctiles.

## Incidentes relacionados con vibranium
- En 1915, las expediciones humanas descubrieron Antimetal en la Antártida.
- La historia "Banderas de nuestros padres", que sucede durante la Segunda Guerra Mundial, cuenta cómo Pantera Negra, Capitán América, Sgt. Fury y sus Comandos Aulladores combaten a los nazis que quieren robar vibranium de los Wakandans.[32][33]
- Skrulls esclavizaron a nativos de la Tierra Salvaje para minar Anti-Metal.
- El Dr. Myron MacLain creó el adamantium "verdadero" en un intento de reproducir la aleación de vibranio que había fabricado para el escudo del Capitán América.
- Parnival Plunder, el malvado hermano de Ka-Zar, planeó usar vibranium para fabricar armas con las que dominar el mundo.
- Diablo se convirtió en el gobernante de Tierra del Maíz, un país sudamericano conocido por sus grandes depósitos de vibranio. Mientras las Naciones Unidas habían decidido no involucrarse en los asuntos internos del país, Canadá pensó de manera diferente y envió a Alpha Flight a intervenir.
- Cuando el Dr. Doom obtuvo acceso a las tiendas de vibranium de Wakanda, T'Challa activó una caja de seguridad que hizo inerte todo el vibranium procesado.[7]
- Ambos compuestos de Vibranium fueron procesados por Jack O Lantern y luego se entregaron al Maestro del Crimen al fabricante de armas Nrosvekistanian en Europa del Este con fines de arsenalización.[34]
- El Capitán Marvel descubrió que el Vibranium es de hecho de origen alienígena durante un envenenamiento letal de Spartax Minería y contrabando Op. Cit.[10]
- Vibranium en Wakanda y en todo el mundo se ha restaurado después de los eventos de Battleworld.[10]

## En otros medios

### Televisión
- En un episodio de Spider-Man and His Amazing Friends, titulado "The X-Men Adventure", el villano Cyberiad capta a los X-Men en su propia Sala de Peligros con trampas diseñadas para utilizar sus mayores debilidades. Cuando Cyberiad atrapa al más nuevo X-Man Kitty Pryde, él la encierra en una habitación hecha de vibranium, dejándola indefensa. El poder mutante de Pryde es la capacidad de "fase" o caminar a través de la materia sólida, pero las propiedades de la "sala de vibranium" parecían impedirle usar sus poderes para escapar. Finalmente fue rescatada y más tarde ayudó a derrotar a Cyberiad.
- El episodio de Iron Man: Armored Adventures se centra en Iron Man y Black Panther que trabajan para detener a Moses Magnum de vender a IMA un pedazo de vibranio robado para dar vida a MODOK, según lo declarado por el Científico Supremo. Se representa como un metal gris oscuro constantemente zumbando con luz verde relámpago. Más tarde se utiliza para completar el Proyecto de Justin Hammer: Titanio, según lo descrito por el Sr. Fix como la única manera de hacer que su conjunto.
- En el episodio "The Well" de Agents of S.H.I.E.L.D., primera temporada, se dice que la sala de interrogación del autobús tiene paredes forradas con una aleación de vibranio. En los episodios de la segunda temporada, "Love in the Time of HYDRA", "One Door Closes" y "Afterlife", Bruce Banner hizo una cabaña para SHIELD llamado Retiro que está hecho de Vibranium con el fin de alojar temporalmente individuos dotados. También fue revelado en "One Door Closes" que el Toolbox de Fury que se dio a Phil Coulson también está hecho de vibranium.
- En el episodio de "El Buitre de Hierro" de la cuarta temporada de Ultimate Spider-Man vs. Los 6 Siniestros, Harry Osborn lleva a Peter Parker y Miles Morales a una sala segura del Buitre y dice que la habitación está hecha de vibranium.
- En la nueva serie Spider-Man, una de las máquinas de Horizon High está formada por vibranium que fue saboteado por Alistair Smythe.
- En The Avengers: Earth's Mightiest Heroes, el vibranium se representa como un metal púrpura que vibra cuando se le aplica sonido y brilla más y más mientras absorbe los sonidos. Tiene un límite en lo que puede absorber antes de que explote. Tiene una propiedad mutagénica ya que convirtió a Klaw en un ser de pura energía de sonido. Se extrae de una cueva grande en una montaña cerca de la capital de Wakandan.

### Película
Vibranium aparece en la serie de películas Marvel Animated Features.
- - En Ultimate Avengers, el vibranium se muestra como un metal usado por los Chitauri (las versiones del Universo Ultimate de los Skrulls). Se utiliza principalmente en sus cascos de naves espaciales y armaduras personales. Posteriormente, una de sus naves es salvada por SHIELD y se utiliza para construir el escudo del Capitán América (que también fue construido con adamantium aunque en los cómics en el Universo Ultimate, su escudo sólo está compuesto de adamantium) y otros elementos tales como vibranium y cuchillos. En la película, SHIELD, desarrolló un satélite llamado Escudo que era capaz de localizar el vibranium en la Tierra. Esto se hizo en un esfuerzo por encontrar el Chitauri y aunque funcionó, el Chitauri pronto lo destruyó después de su introducción en la película. Debe también ser observado que según la película la única cosa que SHIELD sabía capaz de penetrar el vibranium era una explosión nuclear o vibranium sí mismo.
  - En Ultimate Avengers 2, el vibranium sirve como un dispositivo de trama más grande que la película anterior, ya que la razón de la invasión de Chitauri en Wakanda es el suministro masivo de vibraciones de Wakanda. En la película, el vibranium se muestra como una fuente de energía sustancial, como los cubos condensados de vibranio sirven como fuente de energía para las naves espaciales Chitauri. El vibranio también se ve como el componente principal de muchas armas usadas en Wakanda, que los hizo bastante potente aunque no bastante de gran alcance resistir el ataque de Chitauri. El vibranium también se muestra debilitado cuando se expone a la radiación gamma en la película, por lo que es destructible por Hulk porque libera una explosión de ella cada vez que ataca.

### Universo Cinemátografico de Marvel
Vibranium (también conocido como Isipho) aparece en el Universo cinematográfico de Marvel y se nombra por primera vez en la pantalla en el largometraje, Capitán América: el primer vengador, demostrado existir en los años 40. Howard Stark afirma que el vibranium es más resistente que el acero, pesa solo un tercio y es completamente absorbente de vibraciones. Todo el vibranium disponible para Stark fue utilizado para hacer el escudo del Capitán América. En The Avengers, el escudo del Capitán América demuestra lo suficientemente fuerte como para absorber y repeler un ataque del místico martillo de Thor, Mjölnir, y en Captain America: The Winter Soldier, el escudo también se muestra para ser capaz de amortiguar las caídas desde grandes alturas y romper un candado. En la película Avengers: Age of Ultron, Ultron utiliza el vibranium de Ulysses Klaue para su armadura. En la película Capitán América: Civil War, el traje de la Pantera Negra está compuesto de un traje de vibranium, tejido con garras de vibranium retráctiles. En la película Black Panther, se revela que la nación natal de Pantera Negra, Wakanda, se construyó sobre el sitio del impacto de un meteorito de vibranium hace siglos, con el metal utilizado para crear y potenciar la tecnología más avanzada de la nación. También puede afectar la vida orgánica, ya que se usa para estabilizar la herida de bala de Everett Ross es lo que le da potencia a Heart Shaped Herb. En Avengers: Infinity War, T'Challa le da a Bucky Barnes un nuevo brazo protésico que está hecho de vibranium. En Black Panther: Wakanda Forever, una mezcla de vibranium y vida vegetal hace que la gente de Yucatán adquiera habilidades submarinas que los llevarán al reino de Talokan liderado por Namor, entre el uso de sus propiedades para armas y un sol artificial.

### Videojuegos
En el juego de computadora Marvel: Ultimate Alliance 2, la inteligencia artificial nanite conocida como "the Fold" intenta recoger vibranium en Wakanda para construir torres de comunicación en todo el mundo, extendiendo su señal de control a nivel mundial. Mientras que los héroes del juego logran frustrar la invasión, son demasiado atrasados para prevenir la construcción de suficientes torres para hacer el doble una amenaza mundial.

## Material del mundo real
En 2016, Hyperloop Transportation Technologies desarrolló el material compuesto inteligente en el mundo real llamado Vibranium. Se informa que el material de fibra de carbono ligero para las cápsulas Hyperloop proporciona a los pasajeros una doble protección contra el daño al exterior. La compañía dice que su Vibranium es ocho veces más ligero que el aluminio y 10 veces más resistente que las alternativas de acero. El material inteligente puede transmitir información crítica sobre temperatura, estabilidad, integridad y más, de forma inalámbrica y prácticamente instantánea.